# Culicivora
Genre
Culicivora est un genre monotypique de passereaux de la famille des Tyrannidés. Il se trouve à l'état sauvage en Amérique du Sud.

## Liste des espèces
Selon la classification de référence du Congrès ornithologique international (version 6.4, 2016) :
- Tyranneau à queue aiguë – Culicivora caudacuta (Vieillot, 1818)